# Kamarás Péter
Kamarás Péter (Budapest, 1953. április 14. – 2019. június 6.) újságíró, jogász, ügyvéd.

## Életpályája
1976-ban szerzett jogi diplomát az ELTE-n. 1977-ben a MÚOSZ Újságíró Iskolájában végzett. 1976 és 1986 között a Fővárosi Főügyészség ügyészeként tevékenykedett. Közben 1977 és 1990 között sportlapoknál nemzetközi rovatvezető volt. 1990 és 1993 között a Pesti Hírlapnál dolgozott hasonló munkakörben, majd 1991 májusától főszerkesztőhelyettesként dolgozott.  Az 1990-es években saját ügyvédi irodát nyitott. Haláláig tanított a Budapesti Corvinus Egyetemen. Rendszeresen szerepelt jogi szakértőként tv-műsorokban és országos lapokban.
Németül, spanyolul és angolul beszélt. A Vasas lelkes szurkolója volt és ügyvédként is képviselte a klubot.

## Művei
- Demszky Gábor. Interjúkötet. Bp., 1991
- Ügyvédnél vagyok! Bp., 2016